# Iberostar
Iberostar är en ort i Mexiko.   Den ligger i kommunen Solidaridad och delstaten Quintana Roo, i den östra delen av landet, 1 300 km öster om huvudstaden Mexico City. Iberostar ligger 6 meter över havet och antalet invånare är 242.
Terrängen runt Iberostar är mycket platt. Havet är nära Iberostar åt sydost.  Närmaste större samhälle är Playa del Carmen, 19,3 km sydväst om Iberostar. I omgivningarna runt Iberostar växer i huvudsak städsegrön lövskog.